# Picripleuroxus
Picripleuroxus is een geslacht van kreeftachtigen uit de klasse van de Branchiopoda (blad- of kieuwpootkreeftjes).

## Soort
- Picripleuroxus denticulatus (Birge, 1879)